# Avise
Avise (valle d'aostai patois dialektusban Aveuso) község Olaszországban, Valle d’Aosta régióban.

## Elhelyezkedése

Avise község Valle d'Aosta térképén

Szomszédos települések :Arvier, La Salle, La Thuile, Saint-Nicolas, Saint-Pierre, Saint-Rhémy-en-Bosses és Valgrisenche.